# Teodor (Pozdiejewski)
Teodor, imię świeckie Aleksandr Wasiljewicz Pozdiejewski, po przyjęciu wielkiej schimy Daniel (ur. 9 marca?/21 marca 1876 w Makariewskim, zm. 1937) – rosyjski biskup prawosławny.

## Życiorys
Był synem kapłana prawosławnego. W 1896 ukończył seminarium w Kostromie i rozpoczął naukę w Kazańskiej Akademii Duchownej. W 1900 uzyskał dyplom tej uczelni, po czym złożył śluby monastyczne z imieniem Teodor. 24 lipca został hieromnichem, uzyskał również stypendium na podjęcie pracy w katedrze patrologii Akademii. Od 17 października 1901 został wykładowcą w seminarium duchownym w Kałudze, zaś 3 czerwca 1902 przeniesiony na stanowisko inspektora seminarium duchownego w Kazaniu. 4 lutego 1904 został rektorem seminarium duchownego w Tambowie, podniesiony do godności archimandryty. Od sierpnia 1906 stał na czele seminarium duchownego w Moskwie, zaś od 1909 był rektorem Moskiewskiej Akademii Duchownej, gdzie wykładał w katedrze teologii pastoralnej.
14 września 1909 w soborze Chrystusa Zbawiciela w Moskwie miała miejsce jego chirotonia na biskupa pomocniczego eparchii moskiewskiej z tytułem biskupa wołokołamskiego. Pozostawał przy tym rektorem akademii. Po rewolucji lutowej został zwolniony z tego stanowiska za samowolę w pracy administracyjnej i jawne faworyzowanie mnichów i innych duchownych z grona wszystkich wykładowców. 1 maja 1917 został wyznaczony na przełożonego Monasteru Daniłowskiego w Moskwie, zaś w czerwcu roku następnego patriarcha Moskwy i całej Rusi Tichon wyznaczył go na biskupa permskiego i kungurskiego. W latach 1920–1922 był kilkakrotnie aresztowany przez Czekę, przebywał m.in. w więzieniu na Butyrkach. W sierpniu 1923 został podniesiony do godności arcybiskupiej.
W październiku tego samego roku patriarcha Tichon wyznaczył go na locum tenens eparchii piotrogrodzkiej. Arcybiskup Teodor odmówił jednak przyjęcia tej funkcji i wypowiedział patriarsze posłuszeństwo, uważał bowiem, że prowadzi on zbyt ugodową politykę w stosunku do bolszewickich władz. Stał na czele tak zwanej „opozycji daniłowskiej”, grupującej mnichów z monasteru pod tym wezwaniem oraz innych duchownych, którzy w podobny sposób oceniali postępowanie patriarchy. W 1924 został aresztowany za konsekwentnie antykomunistyczne poglądy i zesłany do Kazachstanu, gdzie przebywał do 1927. Po powrocie z zesłania mieszkał we Włodzimierzu nad Klaźmą, jednak już w 1929 znalazł się ponownie w łagrze, a od 1933 na zesłaniu. W tym okresie złożył zakonne śluby wielkiej schimy, przyjmując imię Daniel na cześć Daniela Moskiewskiego. Był jednym z najradykalniejszych krytyków działalności locum tenens Patriarchatu Moskiewskiego Sergiusza, chociaż istnieją źródła, że przed śmiercią pogodził się z nim.
W 1933 został aresztowany po raz kolejny, pod zarzutem przynależności do monarchistycznej Partii Odrodzenia Rosji, za co został skazany na trzyletnią zsyłkę do Ust-Sysolska w republice Komi. W 1935 zesłanie zostało przedłużone o kolejne trzy lata. W 1937 został aresztowany w Syktywkarze, skazany na śmierć i rozstrzelany za przynależność do „Bractwa Daniłowskiego”.